# Ібрагім Ганем
Ібрагім Ганем (араб. إبراهيم غنيم; нар. 17 квітня 1995,) — єгипетський та французький борець греко-римського стилю, чемпіон та срібний призер чемпіонатів світу, чемпіон та срібний призер чемпіонатів Європи, дворазовий чемпіон Африки, срібний призер Африканських ігор, бронзовий призер Всесвітніх ігор військовослужбовців.

## Життєпис
Боротьбою почав займатися з 2007 року. До 2017 року представляв юніорську, молодіжну та дорослу збірні Єгипту. Виступав за спортивний клуб армії, Каїр. Тренери — Гуссам Гамед та Басем Базаз. У 2014 році здобув бронзову медаль чемпіонату світу серед юніорів. У 2015 став чемпіоном Африки серед дорослих, срібним призером Африканських ігор та бронзовим призером Всесвітніх ігор військовослужбовців. У 2017 році дебютував на дорослому чемпіонаті світу, увійшовши до десятки найсильніших та став удруге чемпіоном Африки. Після цього відбув трирічний карантин на участь у міжнародних турнірах та з 2020 року почав виступи за збірну Франції. У її складі став чемпіоном світу та віцечемпіоном Європи у 2023 році. У 2024 здобув срібну медаль чемпіонату світу, а у 2025 виграв перший титул чемпіона Європи з греко-римської боротьби для Франції за 30 років. Причому вийшло це у доволі незвичайний спосіб. У вирішальному поєдинку Ібрагім Ганем зустрівся з Левенте Леваї з Угорщини. Угорському борцю присудили перемогу з рахунком 4:4 — за правилом останнього набраного очка. Однак одразу після поєдинку Ганем рішуче заперечив це рішення, стверджуючи, що в офіційному протоколі була помилка.
Спірний момент стався після третього рішення про пасивність. Замість того, щоб просто надати Леваї вибір позиції без нарахування балів, судді помилково зарахували йому одне очко. Ця дія безпосередньо вплинула на остаточний рахунок. За належного суддівства Ганем мав би виграти поєдинок з рахунком 4:3.
Французька делегація подала офіційний протест, і через кілька годин після фіналу представники UWW визнали помилку. У результаті прийнято безпрецедентне рішення: обох фіналістів — Левенте Леваї та Ібрагіма Ганема — оголосили чемпіонами Європи 2025 року у ваговій категорії до 72 кгUnusual Case at the 2025 European Greco-Roman Wrestling Championships: Two Champions in One Weight Class. sportaran.com. 13 квітня 2025. Процитовано 22 червня 2025. (англ.).

## Спортивні результати на міжнародних змаганнях

### Виступи на Чемпіонатах світу
| Змагання                        | Збірна  | Вагова категорія                 | Місце  |
| ------------------------------- | ------- | -------------------------------- | ------ |
| Чемпіонат світу з боротьби 2017 | Єгипет  | греко-римська боротьба, до 71 кг | 10     |
| Чемпіонат світу з боротьби 2021 | Франція | греко-римська боротьба, до 72 кг | 11     |
| Чемпіонат світу з боротьби 2022 | Франція | греко-римська боротьба, до 72 кг | 5      |
| Чемпіонат світу з боротьби 2023 | Франція | греко-римська боротьба, до 72 кг | Золото |
| Чемпіонат світу з боротьби 2024 | Франція | греко-римська боротьба, до 72 кг | Срібло |

### Виступи на Чемпіонатах Африки
| Змагання                         | Збірна | Вагова категорія                 | Місце  |
| -------------------------------- | ------ | -------------------------------- | ------ |
| Чемпіонат Африки з боротьби 2015 | Єгипет | греко-римська боротьба, до 66 кг | Золото |
| Чемпіонат Африки з боротьби 2017 | Єгипет | греко-римська боротьба, до 71 кг | Золото |

### Виступи на Чемпіонатах Європи
| Змагання                         | Збірна  | Вагова категорія                 | Місце  |
| -------------------------------- | ------- | -------------------------------- | ------ |
| Чемпіонат Європи з боротьби 2020 | Франція | греко-римська боротьба, до 72 кг | 9      |
| Чемпіонат Європи з боротьби 2021 | Франція | греко-римська боротьба, до 72 кг | 11     |
| Чемпіонат Європи з боротьби 2022 | Франція | греко-римська боротьба, до 77 кг | 15     |
| Чемпіонат Європи з боротьби 2023 | Франція | греко-римська боротьба, до 72 кг | Срібло |
| Чемпіонат Європи з боротьби 2024 | Франція | греко-римська боротьба, до 77 кг | 19     |
| Чемпіонат Європи з боротьби 2025 | Франція | греко-римська боротьба, до 72 кг | Золото |

### Виступи на Африканських іграх
| Змагання              | Збірна | Вагова категорія                 | Місце  |
| --------------------- | ------ | -------------------------------- | ------ |
| Африканські ігри 2015 | Єгипет | греко-римська боротьба, до 71 кг | Срібло |

### Виступи на Кубках світу
| Змагання                    | Збірна  | Вагова категорія                 | Місце |
| --------------------------- | ------- | -------------------------------- | ----- |
| Кубок світу з боротьби 2020 | Франція | греко-римська боротьба, до 72 кг | 9     |

### Виступи на Всесвітніх іграх військовослужбовців
| Змагання                                | Збірна | Вагова категорія                 | Місце  |
| --------------------------------------- | ------ | -------------------------------- | ------ |
| Всесвітні ігри військовослужбовців 2015 | Єгипет | греко-римська боротьба, до 75 кг | Бронза |

### Виступи на Середземноморських іграх
| Змагання                    | Збірна  | Вагова категорія                 | Місце |
| --------------------------- | ------- | -------------------------------- | ----- |
| Середземноморські ігри 2022 | Франція | греко-римська боротьба, до 77 кг | 11    |

### Виступи на інших змаганнях
| Змагання                                                   | Збірна  | Вагова категорія                 | Місце  |
| ---------------------------------------------------------- | ------- | -------------------------------- | ------ |
| Кубок Тахті 2015                                           | Єгипет  | греко-римська боротьба, до 66 кг | 9      |
| Кубок Владислава Пітласинські 2015                         | Єгипет  | греко-римська боротьба, до 71 кг | 5      |
| Кубок Владислава Пітласинські 2020                         | Франція | греко-римська боротьба, до 72 кг | Срібло |
| Гран-прі Франції Анрі Деглана 2021                         | Франція | греко-римська боротьба, до 72 кг | Срібло |
| Кубок Владислава Пітласинські 2021                         | Франція | греко-римська боротьба, до 72 кг | 11     |
| Меморіал Іона Корнеану і Ладислава Сімона 2021             | Франція | греко-римська боротьба, до 72 кг | Срібло |
| Гран-прі Німеччини з боротьби 2022                         | Франція | греко-римська боротьба, до 77 кг | Золото |
| Кубок Друскінінкая 2022                                    | Франція | греко-римська боротьба, до 72 кг | Срібло |
| Гран-прі Франції Анрі Деглана 2023                         | Франція | греко-римська боротьба, до 72 кг | Золото |
| Відкритий чемпіонат Загреба з боротьби 2023                | Франція | греко-римська боротьба, до 72 кг | Бронза |
| Тор Мастерс 2023                                           | Франція | греко-римська боротьба, до 72 кг | Срібло |
| Кубок Друскінінкая 2023                                    | Франція | греко-римська боротьба, до 72 кг | Золото |
| Відкритий чемпіонат Загреба з боротьби 2024                | Франція | греко-римська боротьба, до 77 кг | 20     |
| Турнір Дана Колова — Николи Петрова 2024                   | Франція | греко-римська боротьба, до 77 кг | 5      |
| Олімпійський кваліфікаційний турнір з боротьби 2024 (Баку) | Франція | греко-римська боротьба, до 77 кг | 18     |
| Меморіал Імре Поляка та Яноша Варги 2024                   | Франція | греко-римська боротьба, до 72 кг | 7      |
| Гран-прі Франції Анрі Деглана 2025                         | Франція | греко-римська боротьба, до 72 кг | Бронза |

### Виступи на змаганнях молодших вікових груп
| Змагання                                      | Збірна | Вагова категорія                 | Місце  |
| --------------------------------------------- | ------ | -------------------------------- | ------ |
| Чемпіонат світу з боротьби серед юніорів 2014 | Єгипет | греко-римська боротьба, до 66 кг | Бронза |
| Чемпіонат світу з боротьби серед молоді 2017  | Єгипет | греко-римська боротьба, до 71 кг | 13     |